# NGC 1188
NGC 1188 је лентикуларна галаксија у сазвежђу Еридан која се налази на NGC листи објеката дубоког неба.
Деклинација објекта је - 15° 29' 5" а ректасцензија 3h 3m 43,4s. Привидна величина (магнитуда) објекта NGC 1188 износи 13,8 а фотографска магнитуда 14,8. NGC 1188 је још познат и под ознакама MCG -3-8-68, PGC 11533.